# Manipulatoridae
Manipulatoridae (лат.) — семейство ископаемых таракановых. Известно 2 рода, живших в мезозойскую эру (Бирманский янтарь, Меловой период).

## Описание
Примитивная группа ископаемых таракановых насекомых. Тараканы среднего или мелкого размера, с удлиненным переднеспинкой и придатками. Голова подвижная, гипогнатная в покое, шире передней половины переднеспинки и уже задней половины переднеспинки. Глаза выпуклые, почковидные или субокруглые, умеренного размера среди тараканов. Вдоль верхнего края усиковой впадины находится серповидная фенестра (прозрачная область), над которой расположен выступ. Неясно, идентичны ли фенестра и оцеллии. Фенестра может быть самим оцеллием или содержать его как часть. Максиллярные щупальцы длиннее двойной длины головы. Пронотум длиннее ширины, наиболее широкий в задней пятой части. У макроптерообразных видов соотношение длины и ширины тегмена приблизительно 10:3; ваннус заднего крыла маленький, сложен плоско, а не веерообразно. Базально между RP и M заднего крыла проходит короткая жилка, по-видимому, не поперечная, а рудиментарная ветвь M. Ноги длинные, передняя лапка длиннее тела, задняя почти вдвое длиннее передней. Самцы с крючкообразным фалломером на левой стороне. Седьмой стернум самки (субгенитальная пластинка) двустворчатый, вальвулы скрыты. Предположительно преследующие хищные тараканы.

## Систематика
Семейство было впервые выделено в 2015 году словацким палеоэнтомологом Петером Вршанским (Peter Vršanský; Institute of Zoology, Словацкая академия наук, Братислава, Словакия) и Günter Bechly (Staatliches Museum für Naturkunde Stuttgart, Штутгарт, Германия) по материалам из бирманского янтаря (Мьянма). В 2022 году рассматривались в составе надсемейства Corydioidea. В 2024 году включен в состав надсемейства Raphidiomimoidea Vishniakova, 1973, куда отнесены Manipulatoridae вместе с семействами Caloblattinidae, Phyloblattidae Schneider, 1983; Liberiblattinidae Vršanský, 2002; Skokidae Vršanský, 2007; Raphidiomimidae Vishniakova, 1973; Latiblattidae Vršanský, 2024; и возможно Voltziablatta‐group.

### Классификация
По данным Vršanský (2024) и Paleobiodb.org включает 2 рода.
- Manipulatoides Li and Huang, 2022[3]
- Manipulator Vršanský and Bechly, 2015[2]